# Balakovskij rajon
Il Balakovskij rajon (in russo Балаковский район?) è un rajon dell'Oblast' di Saratov, nella Russia europea; il capoluogo è Balakovo.